# Pavel Chekov
Pavel Chekov, teljes nevén Pavel Andrejevics Csekov (Puskino, Oroszország, 2245. szeptember 19.) az eredeti Star Trek tévésorozat egyik főszereplője, ahol navigátor és tudományos tiszt a USS Enterprise fedélzetén.
Chekov figuráját a sorozatban és az első hét mozifilmben Walter Koenig alakította, az alternatív időben játszódó Star Trek XI.-ben pedig Anton Yelchin.

## Rövid életrajz
Chekov a hajó legfiatalabb zászlósa, navigátora. 2245-ben született Puskinoban, közel Moszkvához. Fiatal kora ellenére a hajó megbecsült tagja, aki nagy tudással és széles érdeklődési körrel rendelkezik, bár még sok a tanulni, tapasztalni valója. A navigátori teendők mellett a tudományos munkákba is bekapcsolódik, ő szokta helyettesíteni Spockot a tudományos poszton, ha a vulkáni nem tartózkodik a hídon. Kíváncsiságtól hajtva szívesen vesz részt bolygófelderítő munkákban, néha szinte túlbuzgó hévvel dolgozik. Tapasztalatlansága miatt nehezebben kezeli a stresszes helyzeteket, néha pánikba is esik. Mindenről igyekszik bebizonyítani, hogy azt az oroszok találták föl először.
- 2261: zászlósként megkezdi szolgálatát az Enterprise-on.
- 2263 július: időlegesen átirányítják a USS Lermontovra, műveleti tiszti pozícióba.
- 2264 január: visszatér az Enterprise-ra, navigátori posztra.
- 2265 szeptember: az Enterprise ötéves küldetése befejeződése után beiratkozik a Csillagflotta annapolisi Biztonsági Tiszti Akadémiájára.
- 2266 december: szakértői segítséget nyújt Dr. Mark Pipernek a Johns Hopkins Egyetemen, aki ez idő tájt klingon kézifegyverek tanulmányozásával foglalkozik.

Ott tartózkodása idején Dr. Pipert meggyilkolják, az ügybe ő is belekeveredik, bérgyilkosok szegődnek a nyomába. 
- 2267 január: hadnaggyá léptetik elő, és kinevezik az Enterprise biztonsági főnökévé.
- 2278 április: korvettkapitányi rangról parancsnokká léptetik elő, kinevezik a USS Reliant első tisztjévé.
- 2291: hivatalos útjai között a Trans-Universal nevű űrszállítócégnek dolgozik.
- 2293 június: részt vesz az 1701-B regisztrációs számú, Excelsior osztályú Enterprise keresztelőjén, melynek során a Plútó pályáján túlról megmentik egy El Auriai szállítóhajó legénységét. Az esemény során a keresztelőn szintén részt vevő James T. Kirk admirális eltűnik, valószínűleg életét veszti.

Akadémiai évei alatt ismerkedik meg Irina Galliulinnal, de a nő túl merevnek és hivatalosnak találja Chekovot és a Csillagflottát ezért elhagyja és kilép az Akadémiáról. Chekov később találkozik vele, amikor az Auroráról mentik ki, Irina ekkor a Dr. Sevrin által vezetett csoport híve és amikor Chekov elmondja neki hogy még mindig szereti ő ismét elhagyja.
Mint taktikai tiszt szereti a hadtörténelmet és a régi fegyvereket.